# Michèle Striffler
Pour les articles homonymes, voir Striffler.
Michèle Striffler, née le 23 août 1957 à Mulhouse (Haut-Rhin), est une femme politique française, membre de La Gauche moderne, parti adhérent de l'UDI. Elle est élue, lors des élections européennes de 2009, députée européenne représentant la circonscription Est.

## Biographie
Après plusieurs expériences en tant qu'attachée commerciale en agence de voyages, en bâtiment et en immobilier, elle devient en 1989 diplômée de pharmacologie, et exerce dès lors, jusqu'en 2007 la profession de déléguée à l'information médicale.
Ancienne adhérente du Parti socialiste, elle en était la secrétaire de la section de Mulhouse en 2003, puis la commissaire national au contrôle financier en 2004. En 2008, elle quitte le parti et rejoint la majorité présidentielle, en s'engageant au sein de La Gauche moderne pour les élections municipales de mars 2008 à Mulhouse. Après la victoire de la liste de Jean-Marie Bockel, « Pour Mulhouse, ensemble » où elle figurait en quatrième position, elle devient adjointe au maire chargée du commerce et de l'artisanat, jusqu'en 2010
À l'issue des élections européennes de 2009, elle est élue députée européenne, sur les listes de la majorité présidentielle (UMP-NC-LGM) dans la circonscription Est. Elle est vice-présidente de la commission du développement et membre suppléante de la Commission des libertés civiles, de la justice et des affaires intérieures.
Elle figure en onzième position sur la liste du Parti animaliste aux élections européennes de 2019.

## Prises de positions
Sensible au bien-être animal, elle a effectué plusieurs interventions et signé plusieurs déclarations en ce sens, entre autres sur le transport des chevaux et des animaux destinés à l'abattage ; sur une protection plus large des animaux utilisés à des fins scientifiques ; sur l'interdiction du Shark finning (enlèvement des nageoires de requins) et contre le chalutage profond. Marraine du CREL, Club de Reconnaissance et d'Entraide aux Levriers, elle est intervenue à plusieurs reprises au Parlement européen pour dénoncer les maltraitances dont sont victimes les lévriers, notamment en Espagne (Galgos et Podencos). Elle est par ailleurs membre de l'Intergroupe parlementaire pour le bien-être et la protection des animaux et adhérente de la Fédération des luttes pour l'abolition des corridas (FLAC).